# 何やらやるらしいTV
『何やらやるらしいTV』は、静岡朝日テレビで不定期に放送される情報バラエティー番組。
毎回、芸能人と静岡朝日テレビアナウンサーがペアになり、静岡県のおすすめ情報を紹介している。

## 概要
それぞれの取材先での目玉を『プレミア情報』と題し、一番組で7か所ほどを紹介する。
毎回、芸能人への無茶ぶり企画があり、取材先ごとの紹介の締めになっている。

## 番組史
- 吉木りさと広瀬麻知子の何やらやるらしいTV（2016年2月27日 OA）
- 中村静香と森直美の何やらやるらしいTV（2016年5月28日 OA）
- スザンヌと堺アナの何やらやるらしいTV（2016年10月29日 OA）
- 稲村亜美の何やらやるらしいTV（2017年5月20日 OA）
- サンシャイン池崎の何やらやるらしいTV（2017年6月24日 OA）
- 壇蜜の何やらやるらしいTV（2017年11月18日 OA）

## ナレーター
- 鈴夏あや
- 佐倉綾音
- 秋山有希乃